# Cel mai lung cuvânt în română
Identitatea celui mai lung cuvânt în română depinde de definiția a ceea ce constituie un cuvânt în limba română, precum și de modul în care lungimea trebuie comparată. Pe lângă cuvintele derivate în mod natural din rădăcinile limbii (fără nicio invenție intenționată cunoscută), română permite formarea de cuvinte noi prin montare și construcție; numele locurilor pot fi considerate cuvinte; termenii tehnici pot fi arbitrari de lungi. Lungimea poate fi înțeleasă în termeni de ortografie și număr de litere scrise, sau (mai puțin frecvent) fonologie și numărul de foneme.
| Cuvânt                                                  | Litere | Caracteristici | Dispute |
| ------------------------------------------------------- | ------ | --- | --- |
| wiktionary:Pneumonoultramicroscopicsilicovolcaniconioza | 44     | Boală pulmonară cronică profesională care apare la muncitorii din mine, din carierele de piatră, din industria metalurgică, din industria porțelanului și a sticlei etc., în urma inhalării prelungite a pulberilor de dioxid de siliciu. | Nu este un cuvânt propriu-zis, întrucât nu este folosit în comunicare. A fost inventat în anii 1930 de rebusistul american Everett M. Smith din dorința de a bate recordul pentru cel mai lung cuvânt. |
| wiktionary:Difosfopiridinnucleotidpirofosfataza         | 36     | Aceasta enzimă (proteină) catalizează reacția de disociere între o bază azotată activată sub formă de trifosfat (ATP, GTP, etc) în forma monofosfatată AMP (adenozinmonofosfat).                                                          | |
| wiktionary:Encefalomielopoliradiculonevrita             | 32     | O inflamare a nervilor ce provoacă dureri, fumicături, senzație de amețeală și uneori chiar paralizii. | |
| wiktionary:Gastropiloroduodenojejunostomie              | 31     | Creare operatorie a unei anastomoze între stomac, pilor și duoden, pe de o parte, și o ansă jejunală, pe de altă parte. | |
| Electroglotospectrografie                               | 25     | s.f. Metodă de stabilire a compoziției armonice a semnalelor vorbirii prin analiza impulsurilor obținute cu electroglotograful. | |
| wiktionary:Diclordifeniltriclormetilmetan               | 23     | Substanță chimică. | |
| Anticonstituționalitate                                 | 23     | s. f. caracter anticonstituțional | |
| Teleradiocinematografie                                 | 23     | s. f. aplicare a televiziunii la radiocinematografie. | |
| Angiocardiopneumografie                                 | 23     | s. f. radiografie a cavității inimii și a vaselor mari ale toracelui, după injectarea unei substanțe radioopace | |
| Sternocleidomastoidian                                  | 22     | Mușchiul pereche care se fixează de stern, de claviculă și de apofiza mastoidă. | |
| Incomprehensibilitate                                   | 21     | s. f. Lipsă de înțelegere; caracterul a ceea ce este incomprehensibil. | |
| Interdisciplinaritate                                   | 21     | s.f. 1. Caracterul a ceea ce este interdisciplinar.; 2. Transfer de concepte și metodologie dintr-o disciplină în alta. | |
| Supraconductibilitate                                   | 21     | s. f. Stare a unor substanțe la temperaturi în apropiere de zero absolut și la intensități de câmp magnetic foarte mici, în care rezistivitatea lor electrică devine practic nulă                                                         | |
| Multidimensionalitate                                   | 21     | s. f. Caracterul a ceea ce este multidimensional. | |
| Termoconductibilitate                                   | 21     | s. f. Proprietate a unor corpuri de a fi bune conducătoare de căldură | |
| Multidisciplinaritate                                   | 21     | s. f. Caracter multidisciplinar (sinonime: interdisciplinaritate, pluridisciplinaritate) | |
| Pluridisciplinaritate                                   | 21     | s. f. Caracter pluridisciplinar (sinonime: interdisciplinaritate multidisciplinaritate) | |
| Electroencefalografie                                   | 21     | s. f. Procedeu de studiere a activității electrice a creierului, bazat pe aplicarea unor electrozi pe pielea capului și pe înregistrarea grafică, sub formă de unde, a curenților corespunzători acestei activități                       | |